# Кубок Польщі з футболу 1970—1971
Кубок Польщі з футболу 1970–1971 — 17-й розіграш кубкового футбольного турніру в Польщі. Титул вчетверте поспіль здобув Гурник (Забже).

## Календар
| Раунд        | Матчі | Клуби   |
| ------------ | ----- | ------- |
| Перший раунд | 18    | 50 → 32 |
| 1/16 фіналу  | 16    | 32 → 16 |
| 1/8 фіналу   | 8     | 16 → 8  |
| 1/4 фіналу   | 8     | 8 → 4   |
| 1/2 фіналу   | 4     | 4 → 2   |
| Фінал        | 1     | 2 → 1   |

## Перший раунд
| Команда 1                           | Рахунок      | Команда 2              |
| ----------------------------------- | ------------ | ---------------------- |
| Завіша (Бидгощ)                     | 0:2          | ЛКС (Лодзь)            |
| Балтик (Гдиня)                      | 2:1 дч       | Олімпія (Познань)      |
| Сярка-2 (Тарнобжег)                 | 0:0 пен. 4:5 | Унія (Тарнув)          |
| Гвардія (Кошалін)                   | 2:1          | Арконія (Щецин)        |
| Засталь (Зелена Гура)               | 1:3          | Гарбарня (Краків)      |
| Конкордія (Пйотркув-Трибунальський) | 2:0          | Унія (Освенцим)        |
| Заглембяк (Домброва-Гурнича)        | 0:4          | Одра (Ополе)           |
| Полонія-2 (Битом)                   | 0:4          | Гурник (Валбжих)       |
| Гурник-2 (Забже)                    | 1:0          | Унія (Ратибор)         |
| Сталь (Красник)                     | 1:2          | Ураня (Руда-Шльонська) |
| Вігри (Сувалки)                     | 2:1          | Мотор (Люблін)         |
| Одра-2 (Ополе)                      | 1:3          | Вавель (Краків)        |
| Домб (Дембно)                       | 2:0          | Шльонськ (Вроцлав)     |
| Мазур (Карчев)                      | 1:0          | Краковія (Краків)      |
| Шльонськ-2 (Вроцлав)                | 1:1 пен. 4:3 | Полонія (Познань)      |
| Стоміл (Ольштин)                    | 2:6 дч       | Арка (Гдиня)           |
| КСЗО (Островець-Свентокшиський)     | 0:2          | Гутник (Краків)        |
| Куявяк (Влоцлавек)                  | 3:1          | Влукняж (Лодзь)        |

## 1/16 фіналу
| Команда 1                           | Рахунок       | Команда 2            |
| ----------------------------------- | ------------- | -------------------- |
| ЛКС (Лодзь)                         | 2:0           | Сталь (Мелець)       |
| Балтик (Гдиня)                      | 0:0 пен. 8:13 | ГКС (Катовиці)       |
| Унія (Тарнув)                       | 2:0           | Полонія (Битом)      |
| Гарбарня (Краків)                   | 1:2 дч        | Рух (Хожув)          |
| Конкордія (Пйотркув-Трибунальський) | 0:5           | Легія (Варшава)      |
| Одра (Ополе)                        | 3:0           | Погонь (Щецин)       |
| Гурник (Валбжих)                    | 0:1           | РОВ (Рибник)         |
| Ураня (Руда-Шльонська)              | 1:3           | Вісла (Краків)       |
| Вігри (Сувалки)                     | 0:1           | Гвардія (Варшава)    |
| Вавель (Краків)                     | 0:2           | Гурник (Забже)       |
| Домб (Дембно)                       | 3:6           | Заглембє (Сосновець) |
| Мазур (Карчев)                      | 1:1 пен. 1:4  | Сталь (Ряшів)        |
| Шльонськ-2 (Вроцлав)                | 1:2 дч        | Шомберки (Битом)     |
| Гвардія (Кошалін)                   | 0:1           | Арка (Гдиня)         |
| Гурник-2 (Забже)                    | 1:1 пен. 4:7  | Гутник (Краків)      |
| Куявяк (Влоцлавек)                  | 1:2 дч        | Заглембє (Валбжих)   |

## 1/8 фіналу
| Команда 1            | Рахунок      | Команда 2          |
| -------------------- | ------------ | ------------------ |
| ЛКС (Лодзь)          | 0:0 пен. 2:3 | ГКС (Катовиці)     |
| Унія (Тарнув)        | 3:0          | Гутник (Краків)    |
| Рух (Хожув)          | 2:0          | Вісла (Краків)     |
| Арка (Гдиня)         | 0:1          | Легія (Варшава)    |
| Одра (Ополе)         | 0:1          | РОВ (Рибник)       |
| Гвардія (Варшава)    | 2:0          | Шомберки (Битом)   |
| Гурник (Забже)       | 4:2          | Сталь (Ряшів)      |
| Заглембє (Сосновець) | 3:0          | Заглембє (Валбжих) |

## 1/4 фіналу
| Команда 1            | Заг.         | Команда 2         | 1-й матч | 2-й матч |
| -------------------- | ------------ | ----------------- | -------- | -------- |
| Гурник (Забже)       | 4:3          | Гвардія (Варшава) | 3:1      | 1:2      |
| Заглембє (Сосновець) | 4:1          | Легія (Варшава)   | 4:1      | 0:0      |
| РОВ (Рибник)         | 1:1 пен. 3:4 | Рух (Хожув)       | 1:0      | 0:1 дч   |
| Унія (Тарнув)        | 1:3          | ГКС (Катовиці)    | 1:0      | 0:3      |

## 1/2 фіналу
| Команда 1      | Заг.         | Команда 2            | 1-й матч | 2-й матч |
| -------------- | ------------ | -------------------- | -------- | -------- |
| Гурник (Забже) | 2:2 пен. 2:1 | Рух (Хожув)          | 1:1      | 1:1 дч   |
| ГКС (Катовиці) | 2:3          | Заглембє (Сосновець) | 0:2      | 2:1      |

## Фінал
| 27 червня 1971 |

| Гурник (Забже)      | 3:1      | Заглембє (Сосновець) |
| ------------------- | -------- | -------------------- |
| Вілім 27', 31', 43' | Протокол | Северин 37'          |

| Сілезький стадіон, Хожув Глядачів: 3 000 Арбітр: Станіслав Екштайн |